# 江桥街道
江桥街道是中华人民共和国湖南省株洲市攸县下辖的一个街道办事处。

## 行政区划
江桥街道下辖以下村级行政区划单位：
西阁社区、胡公庙社区、江桥社区、乌坳社区、龙湖社区和谢家龙社区。